# ساموئل لو بیان
ساموئل له بیهان (به انگلیسی: Samuel Le Bihan) (زاده ۲ نوامبر ۱۹۶۵) بازیگر فرانسوی است.
از فیلم‌های معروف او می‌توان به بازی در مؤسسه زیبایی ونوس، چشم‌های زرد تمساح‌ها و دوستم دارد… دوستم ندارد اشاره کرد.